# Hypsotropa
Hypsotropa é um gênero de mariposa pertencente à família Crambidae.